# První akciová papírna u Hradce Králové
První akciová papírna u Hradce Králové byla papírenská továrna, která v letech 1870–⁠1880 produkovala v Kuklenách papír a různé výrobky z něj.

## Historie
Dne 6. dubna 1870 podal výbor pro stavbu papírny ústy svého předsedy dr. Plakvice žádost na postavení obytného domu při zamýšlené papírně. 4. května téhož roku na smíšené komisi zástupců obce, hejtmanství, pevnosti a majitelů sousedních nemovitostí nebylo podáno žádných námitek, jen došlo v nákresu k menším opravám, 19. května byla povolena stavba továrny samé a 15. září byla navíc povolena ještě stavba kůlny.
Papírna byla stavěna v letech 1870–⁠1871 s akciovým kapitálem 250 000 zlatých. Stavba stála 193 719,27 zlatých, stroje 190 493,02 zlatých, pozemky 20 581,17 zlatých; úhrnem tak přišlo veškeré zařízení na 404 793,46 zlatých. Z toho je vidno, že akciová společnost měla hned od počátku dluh 154 793,46 zlatých, nad to pak musela dlužit veškerý obchodní kapitál, takže nebyla s to za nepříznivých peněžních poměrů v letech 1871–⁠1876 unést tíži úroků a ohlásila roku 1876 konkurs, a to přesto, že v jejím čele stály nejvýznamnější osobnosti té doby: předsedou výboru a správní rady byl zvolen advokát JUDr. Ladislav Chmelenský a dalšími jejími členy byli: královéhradecký starosta Karel Collino, předseda akciové obchodní společnosti na Kuklenách Jan Hendrych, statkář a starosta Třebše František Kavka, předseda a ředitel Záložního úvěrního ústavu v Hradci Králové Josef A. Komárek, předseda spolku východočeských cukrovarníků Josef Pfleger a kuklenský statkář, lékař a majitel realit MUDr. František Plakvic (též psáno jako Plakvič či Plakvić), který byl původcem mnohých rozmíšek.
Zařízena byla na výrobu až 18 000 metrických centů ročně, přičemž měla dostatek vody a nejnovější zařízení. Voda byla vedena z náhonu nově zřízenou struhou vedle silnice a odtok byl vyústěn do struhy tekoucí od strojírny. 13. ledna 1872 si však lidé z Pražského Předměstí a Šosten začali stěžovat na zapáchající vodu z papírny, a tak nejen obec, ale i hejtmanství nařídilo odstranění této vady. 22. března se konala komise stran odpadu vody starým bývalým náhonem do nového náhonu.
Již roku 1871, kdy pracovala jen 9 měsíců a vyrobila 11 721 metrických centů papíru, zvýšila firma základní kapitál o 100 000 zlatých, aby mohla provést větší přístavby, jelikož měl podnik velké objednávky. S tím byla spojena též změna stanov, která byla odsouhlasena na valné hromadě 6. srpna 1871 a úředně zaznamenána 7. prosince téhož roku. 23. dubna 1872 zažádala papírna o povolení k výstavbě nové kůlny. Roku 1873 však poškodily papírnu dva ohně, 19. ledna a 17. října. Přesto v tomto období zaznamenala i významný úspěch, neboť na dvou výstavách dostala za své výrobky vyznamenání. 24. května 1872 obdržela čestný diplom průmyslové výstavy v Praze a druhou medaili za papíry a lepenku a roku 1874 čestnou odměnu od průmyslové hospodářské výstavy na Kuklenách a druhou medaili za papíry a velkou stříbrnou medaili jako státní cenu za hospodářsko-průmyslové zásluhy za papírnické výrobky při hospodářsko-průmyslové výstavě u Hradce Králové.
30. října 1877 bylo papírně nařízeno, aby neodkladně pod pokutou 10 zlatých vypustila znečištěnou vodu z pozemků u silnice, což mělo být vyvrcholením výše jmenovaných sporů s různými subjekty a občany Kuklen. Již 22. května 1880 žádal správce konkurzní podstaty Karel Collino, aby byla provedena soudní dražba papírny. Soud stanovil dražbu na 20. července, 20. srpna a 22. září 1880. Teprve v té třetí veřejné dražbě byla papírna čp. 155 prodána, a to i s oplocenými pozemky, s kolejí od dráhy do továrny vedoucí a s kanálem k odvedení vody do náhonu. Záložní úvěrní ústav v Hradci Králové v čele s Janem A. Komárkem to vyšlo na 130 000 zlatých, přičemž původní vyvolávací cena byla 300 000 zlatých. A v dubnu následujícího roku bylo zažádáno o povolení přestavby papírny na cukrovar. Tím se završila historie kuklenské papírny.